# Christa Reetz
Christa Reetz, geborene Eckstein, (* 16. November 1922 in Arnstadt; † 21. Juni 2009 in Offenburg) war eine deutsche Umweltschützerin und Politikerin von Bündnis 90/Die Grünen.

## Leben und Beruf
Reetz wuchs in Arnstadt auf und besuchte dort eine Sprachenschule, ehe sie an einer Abendschule in Berlin ihr Abitur ablegte. 1944 heiratete sie Werner Reetz, mit dem sie nach dem Zweiten Weltkrieg nach Offenburg zog, wo ihr Ehemann eine Anstellung bei der Oberpostdirektion Freiburg fand und dem damaligen Fernmeldeamt Offenburg zugeteilt wurde. Das Paar hatte einen Sohn und vier Töchter. Christa Reetz war beruflich als Dolmetscherin, Stenographin und Programmiererin tätig – viele Jahre im Burda-Verlag. 1982 ging sie in den Ruhestand.
In der Nachkriegszeit engagierte sie sich gegen die Gründung der Bundeswehr und deren Eingliederung in die NATO. In den 1970er Jahren setzte sie sich gegen den Bau des Kernkraftwerks Wyhl – das letztendlich nicht gebaut wurde – ein und wurde als eine der Hauptakteurinnen der Protestbewegung bundesweit bekannt. Etwa zur gleichen Zeit begann sie auch ihr Engagement im Bundesverband Bürgerinitiativen Umweltschutz (BBU). Während ihrer Zeit als Mitglied in dessen geschäftsführendem Vorstand von 1985 bis 1995 legte sie ihren Fokus auf die Gefahren, die von Giftmülldeponien und Müllverbrennungsanlagen ausgehen und sorgte für die Gründung zahlreicher dementsprechender Bürgerinitiativen. Bereits früh hatte sie Kontakt zu kirchlichen Umweltgruppen in der DDR aufgenommen und diese mit Informationen versorgt. Eine ihrer letzten großen Initiativen in Offenburg war 1994 der Einsatz gegen den Bau eines großen Parkhauses an der Grabenallee, den die Bevölkerung schließlich in einer Briefwahl mehrheitlich ablehnte. Bis ins hohe Alter vertrat sie den BBU mit Informationsständen bei Katholikentagen, Evangelischen Kirchentagen und Umweltmessen – so beispielsweise noch wenige Wochen vor ihrem Tod beim Evangelischen Kirchentag 2009 in Bremen.
Im Alter von 86 Jahren erlag Reetz einem Hirnschlag und wurde auf dem Offenburger Weingarten-Friedhof beigesetzt.

## Politische Tätigkeiten
Für die „Bürgerinitiative Umweltschutz Offenburg“ zog Reetz 1980 als erste „grüne“ Abgeordnete in den Offenburger Stadtrat ein. Bei der Bundestagswahl 1983 wurde sie über die Landesliste Baden-Württemberg der Grünen in den Deutschen Bundestag gewählt. Bereits am 16. April 1985 schied sie aufgrund des damals innerhalb der Fraktion noch praktizierten Rotationsprinzips wieder aus dem Parlament aus. Für sie rückte Torsten Lange nach.